# Aurelio Sanmartín
Aurelio Sanmartín Sanvicente (¿? - Redondela, Pontevedra; 12 de enero de 1918) fue un periodista y escritor español.

## Biografía
Hijo de Melitón Sanmartín García. Colaboró en La Idea, Tramancazos, El Soplete, El Pueblo, La Correspondencia Gallega, Ilustración Gallega, El Azote, El Tea y El Aloya. Publicó el periódico literario La Cigarra. Obtuvo un diploma de honor en los Juegos florales organizados por la Asociación de escritores gallegos laureados e Ilustración Gallega. Firmó muchos de sus trabajos con las iniciales La.S., M.S. o con el seudónimo El demonio d'los Tras. Fue oficial de Correos de Pontevedra (1915) y Mondariz (1916).